# Sant (stato)
Lo Stato di Sant (detto anche Stato di Sant-Rampur, Stato di Sunth o Stato di Santrampur) fu uno stato principesco del subcontinente indiano, avente per capitale Santrampur.

## Storia
Lo stato venne fondato nel 1255 e prese il nome direttamente dal suo fondatore. La capitale locale era posta nel villaggio di Santrampur (Sant-Rampur). Esso fu parte dell'Agenzia di Rewa Kantha della Presidenza di Bombay. Esso copriva un'area di 1020 km2.
Nel 1913, lo stato venne colpito da una rivolta del popolo Bhil guidata da Govind Giri. Il suo ultimo regnante firmò l'ingresso nell'Unione Indiana il 10 giugno 1948, venendo poi lo stato unito nel Gujarat.

## Governanti

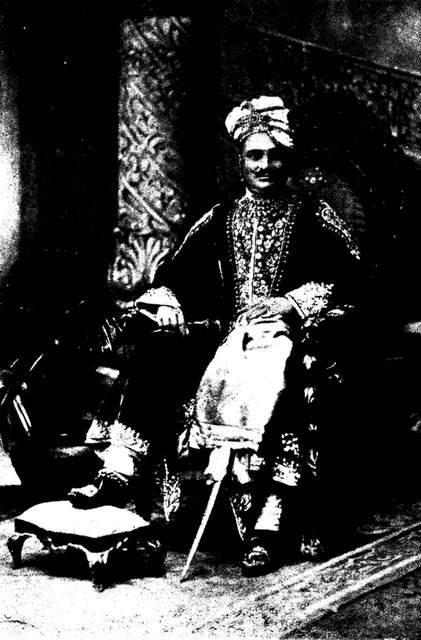
Joravarsingh, governante dello stato di Sant, c. 1922

I governanti ebbero il titolo di rana e vennero loro accordati 9 colpi di cannone a salve come saluto nelle occasioni ufficiali.

### Rana
- 1688 - 1705    Mahusinhji
- 1705 - 1735    Prithisinhji Mahusinhji
- 1735 - 1753    Ratansinhji II Prithisinhji   (m. 1753)
- 1753 - 1774    Badansinhji Ratansinhji       (m. 1774)
- 1774 - 1803    Shivsinhji Badansinhji
- 1803 - 1819    Keshrisinhji Shivsinhji       (m. 1819)
- 1819           Gajsinhji II Keshrisinhji     (m. 1819)
- 1819 - 1835    Kalyansinhji Shivsinhji       (m. 1835)
- 1835 - 1872    Bhawansinhji Kalyansinhji     (n. 1832 - m. 1872
- 17 aprile 1873 – 10 gennaio 1896  Pratapsinhji Bhawansinhji    (n. 1860 - m. 1896)
- 31 agosto 1896 - 22 dicembre 1946  Zorawarsinhji Pratapsinh  (n. 1881 - m. 1946)
- 22 dicembre 1946 – 15 agosto 1947  Pravinsinhji Zorawarsinhji  (m. 1907 - m. ....)